# Хон Мён Хи (писатель)
Хон Мён Хи (кор. 홍명희?, 洪命熹?; 3 июля 1888, Квесан, Чхунчхон-Пукто, Чосон — 5 марта 1968, КНДР) — корейский и северокорейский писатель, государственный и общественный деятель.

## Биография
Родился в деревне Донъбури на территории современного округа Квесан в провинции Чхунчхон-Пукто в обеспеченной семье, но рано потерял мать и воспитывался мачехой.
После получения на родине среднего образования учился в 1908—1910 годах учился в Токио в школе Тансэй; после аннексии Кореи Японией в 1910 году возвратился в Корею. 
В 1919 году участвовал в антияпонском Движении 1 марта, став одним из его руководителей; после подавления движения был вынужден эмигрировать в Китай и некоторое время жил в бедности в Шанхае, но затем возвратился на родину. В 1920-х годах занимал должность главного редактора в газете «Донъа ильбо» (кор. 동아일보). В этот период Хон Мён Хи несколько раз подвергался арестам и приговаривался к небольшим тюремным срокам за свои антияпонские высказывания и статьи. Согласно ряду источников, в те же 1920-е годы он увлёкся марксизмом и даже некоторое время состоял в подпольной коммунистической ячейке. В 1927 году стал одним из основателей литературно-критического объединения «Современная критика» (кор. 현대평론) и так называемого «Общества обновления» (кор. 신간회, Синганхве), занимавшегося патриотической антияпонской деятельностью.
На момент освобождения Кореи в 1945 году занимал пост главы Литературной ассоциации. Первоначально оказался в южной части страны, где участвовал в левом движении: в частности, входил в состав руководства комитета противодействия установлению опеки ООН над Корейским полуостровом, а в июле 1947 года после убийства Ё Ун Хёна возглавил Народную партию труда. В феврале 1948 года предположительно тайно посетил КНДР, а в апреле того же года после второй поездки остался там. В сентябре того же года стал одним из заместителей председателя Кабинета министров КНДР и занимал этот пост вплоть до 1962 года.
13 мая 1961 года возглавил «Комитет мира и объединения» в составе Трудовой партии Кореи, занимавшийся критикой деятельности южнокорейских властей.
С 1953 по 1956 год был председателем Академии наук КНДР, в 1959 году — председателем Олимпийского комитета, а в 1962 году был избран третьим заместителем председателя Постоянного комитета Верховного народного собрания. В 1952 году написал панегирик в честь Ким Ир Сена, чем заслужил расположение главы государства; никогда не подвергался репрессиям. Однако, согласно одному из источников, Хон Мён Хи в конце своей жизни тосковал по годам, проведённым в Сеуле.
Скончался в 5 марта 1968 года, похоронен на Кладбище мучеников-патриотов в Пхеньяне.

## Творчество
Наиболее известным произведением Хон Мён Хи является многотомный исторический роман «Им Ккокчон» (кор. 임꺽정) о народном корейском герое конца XVI века, написанный им под псевдонимом Пёкчхо (кор. 벽초). Первый, неоконченный вариант произведения публиковался частями с 21 ноября 1928 по 11 марта 1939 года в газете «Чосон ильбо», а в октябре 1940 года был выпущен издательством «조광» в виде отдельной книги, — однако из-за угроз японской цензуры Хон Мён Хи решил приостановить работу над произведением. Согласно Большой советской энциклопедии, в 1954—1956 годах в КНДР было выпущено его второе, дополненное издание, состоявшее из шести томов.